# مانیستیک، میشیگان
مانیستیک (به انگلیسی: Manistique Township) یک منطقهٔ مسکونی در ایالات متحده آمریکا است که در شهرستان اسکولکرافت واقع شده‌است.
 مانیستیک  ۱٬۰۹۵ نفر جمعیت دارد و ۲۰۴ متر بالاتر از سطح دریا واقع شده‌است.